# 向野田古墳
向野田古墳（むこうのだこふん）は、熊本県宇土市松山町にある古墳。形状は前方後円墳。宇土市指定史跡に指定され、出土品は国の重要文化財に指定されている。

## 概要
熊本県中部、熊本平野・八代平野の間の丘陵上に築造された古墳である。これまでに採土工事による大きな改変を受けているほか、1967-1969年（昭和42-44年）および1992年（平成4年）に発掘調査が実施されている。
墳形は前方後円形で、前方部を北方に向ける。墳丘は3段築成と見られるが、採土工事で前方部が削平されているほか、後円部墳頂も改変を受けている。墳丘表面では円筒埴輪のほか葺石が認められる。埋葬施設は竪穴式石室で、内部に舟形石棺を据える。石棺内外からは被葬者の人骨（成人女性）のほか、銅鏡・玉類・車輪石・刀剣類・工具類など多数の副葬品が検出されている。以上より築造時期は古墳時代前期の4世紀後半頃と推定される。人骨の出土のほか、被葬者が女性単独という点で注目される古墳になる。
古墳域の後円部部分は1969年（昭和44年）に宇土市指定史跡に指定されたほか、出土品は1979年（昭和54年）に国の重要文化財に指定されている。

## 遺跡歴
- 1967-1969年（昭和42-44年）、発掘調査（宇土市教育委員会、1978年に報告書刊行）[1]。
- 1969年（昭和44年）10月1日、宇土市指定史跡に指定[3]。
- 1979年（昭和54年）6月6日、出土品が国の重要文化財に指定[4]。
- 1992年（平成4年）、範囲確認の墳丘発掘調査（宇土市教育委員会）[5]。

## 墳丘
墳丘の規模は次の通り。
- 墳丘長：約86メートル - 他文献では97メートル[5]。
- 後円部 - 3段築成か。現在は上面は削平。
  - 直径：約53.7メートル
  - 高さ：約8メートル
- 前方部 - 3段築成か。現在は消滅。
  - 幅：約33.5メートル
  - 高さ：約4メートル

元の墳丘は宇土市内では3番目、熊本県内では7番目の規模であった。

## 埋葬施設

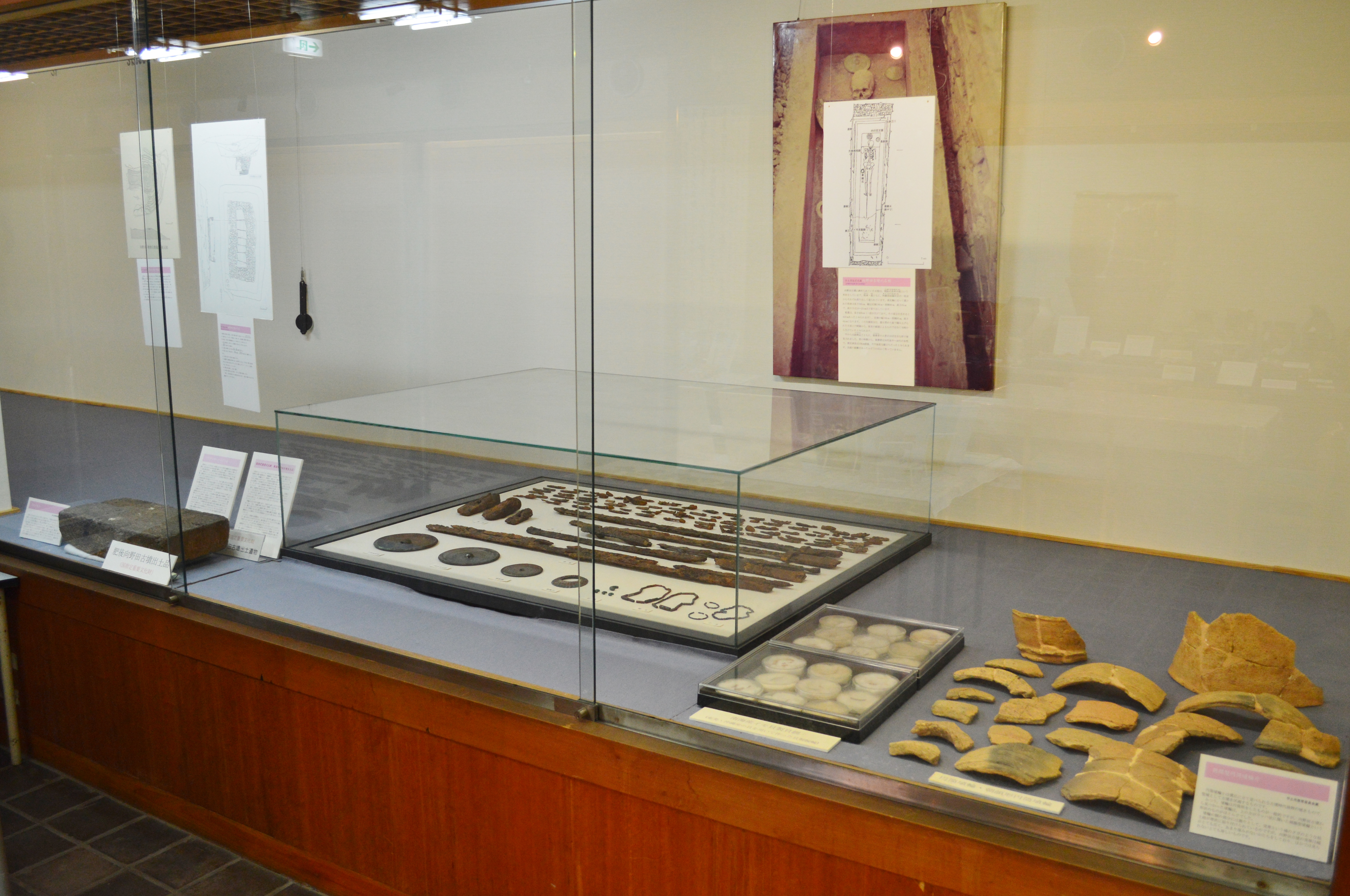
出土品（国の重要文化財）宇土市立図書館郷土資料室展示。

埋葬施設は後円部における竪穴式石室で、内部に舟形石棺を据える。石室は、後円部中央の内法長4.25メートル・北側幅1.1メートル・南側幅0.94メートル・高さ1.08メートルの墓壙の中央において、割石小口積みで形成される。
石棺は阿蘇溶結凝灰岩製の刳抜式舟形石棺で、両端には縄掛突起を有する。寸法は、棺身内法長2.86メートル・北側幅0.52メートル・南側幅0.45メートル・深さ0.33メートル。石棺内からは北を頭位とする人骨（30代後半-40代の成人女性）のほか銅鏡・玉類・車輪石などの副葬品が、石棺・石室の間からは刀剣類・工具類などの副葬品が検出された。これらの副葬品は国の重要文化財に指定され、現在は宇土市立図書館の郷土資料室に保管・展示されている。

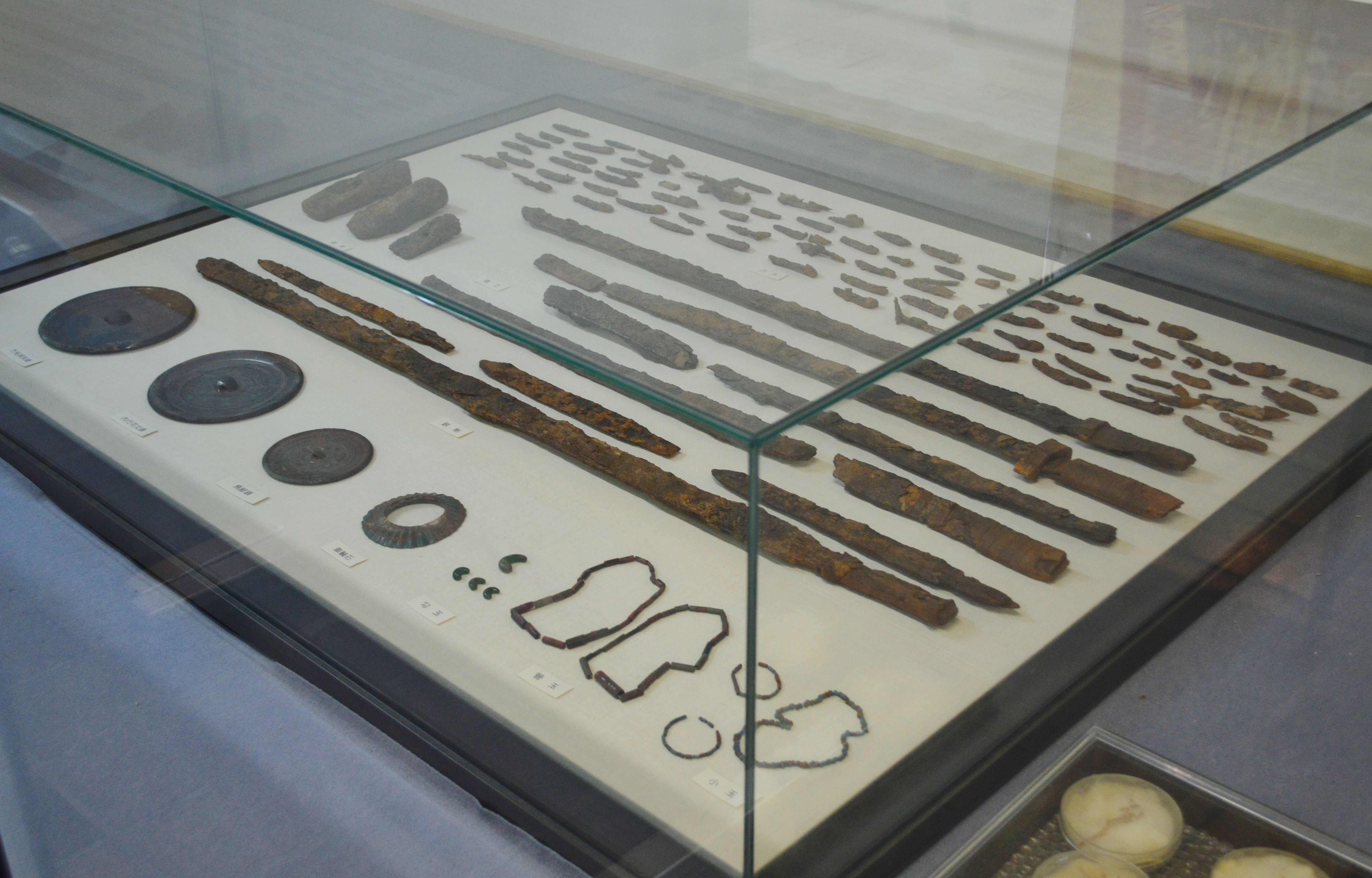
銅鏡・玉類・刀剣類
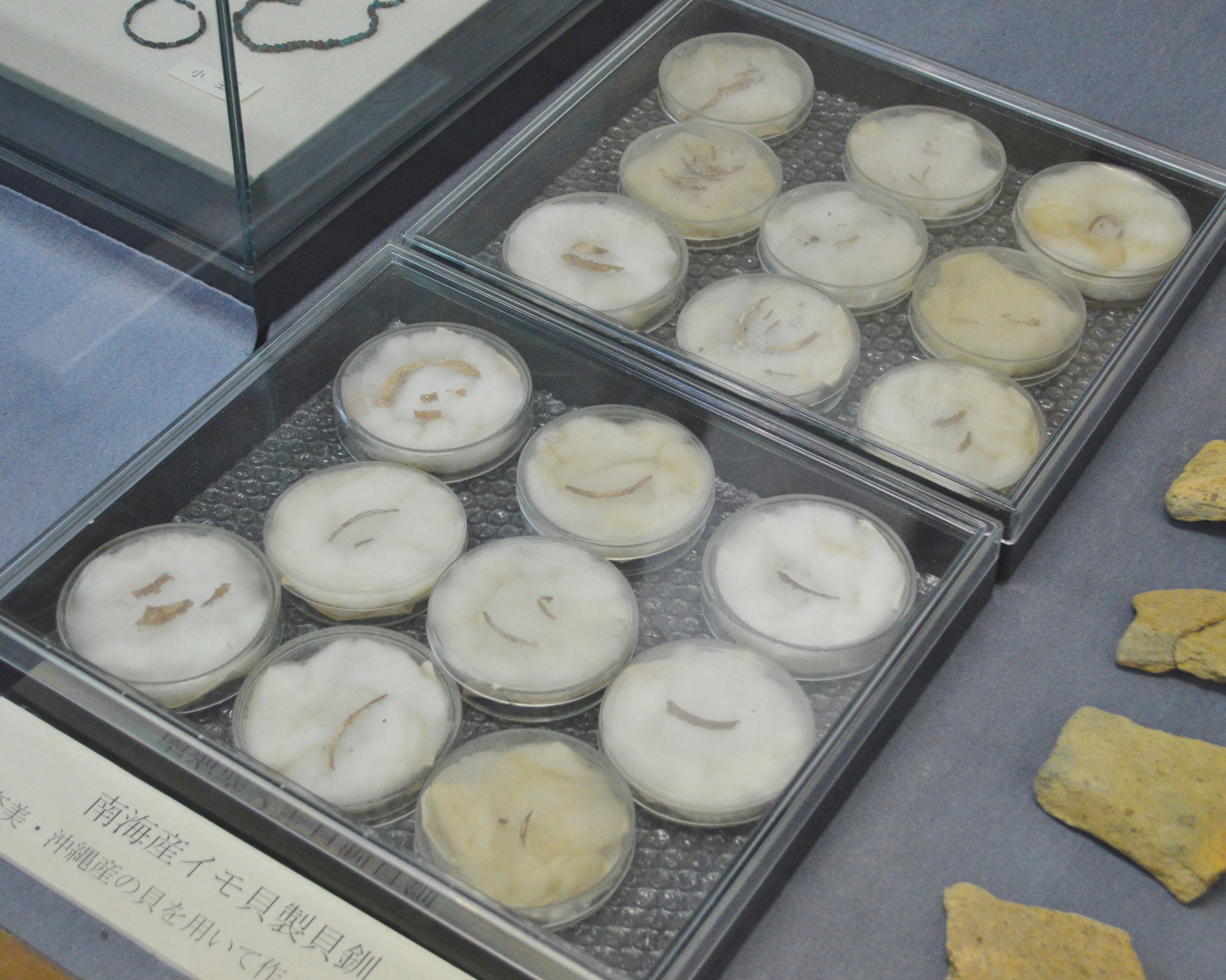
南海製イモ貝製貝釧
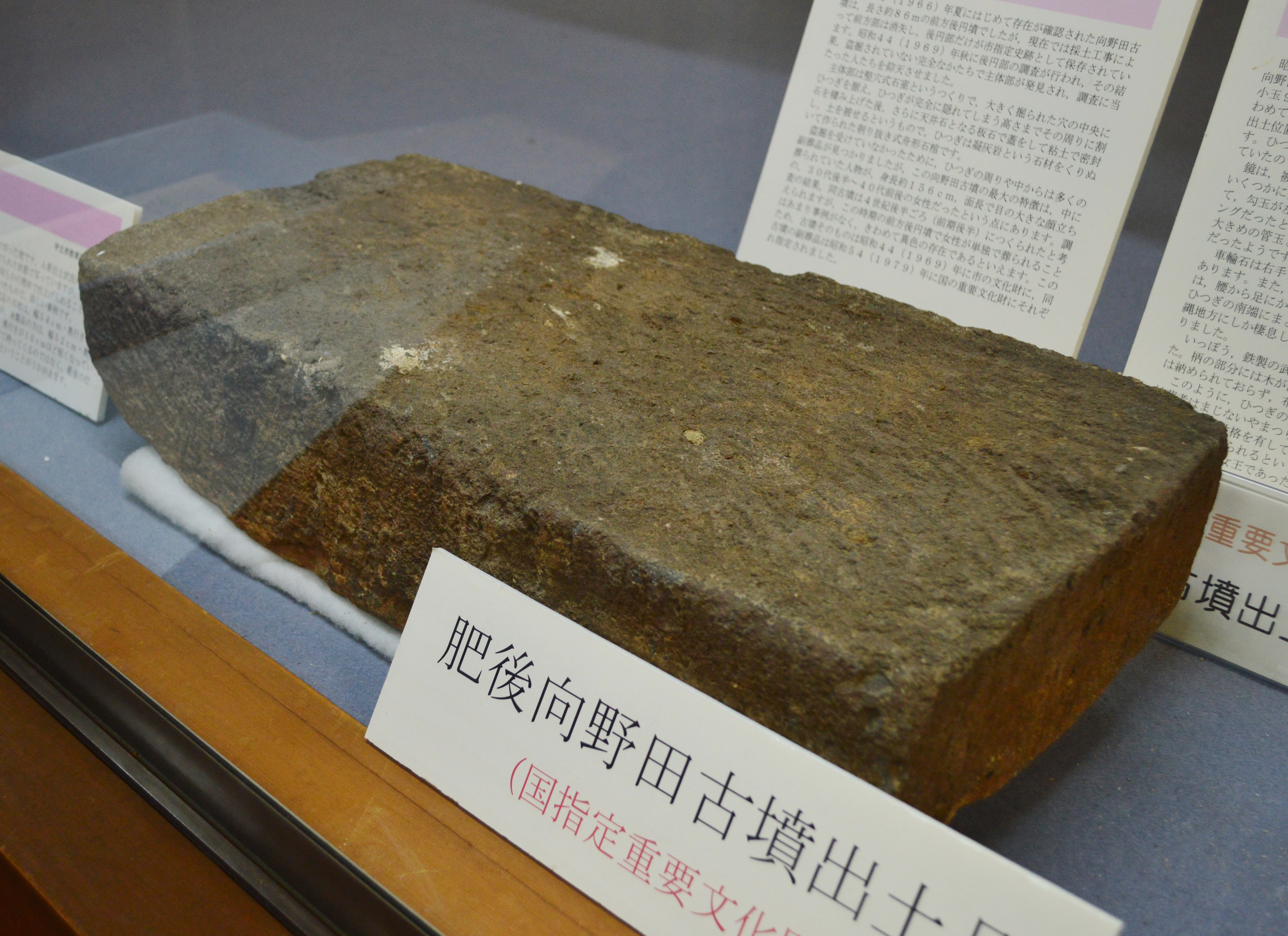
石枕未成品 石室の裏ごめ石に混入して出土。
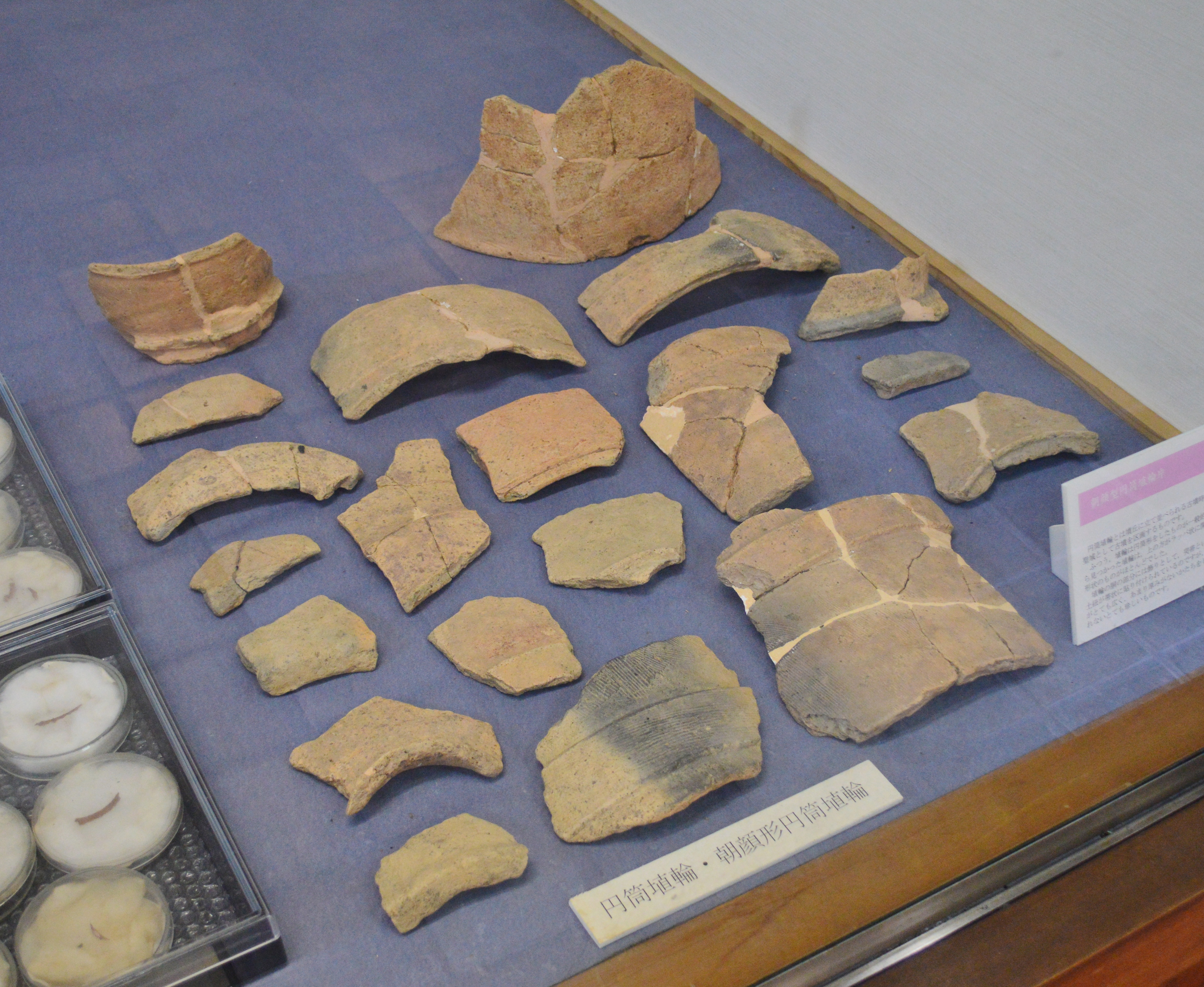
円筒埴輪・朝顔形円筒埴輪片 突帯が幅広い特徴を有する。

## 文化財

### 重要文化財（国指定）
- 肥後向野田古墳出土品 一括（考古資料） - 宇土市立図書館郷土資料室保管。明細は以下。1979年（昭和54年）6月6日指定[4][6]。
  - 銅鏡
    - 内行花文鏡 1面
    - 方格規矩鏡 1面
    - 禽獣鏡 1面

  - 玉類
    - 硬玉勾玉 4箇
    - 碧玉管玉 一括
    - ガラス小玉 残欠共 一括

  - 碧玉車輪石 1箇
  - 刀剣類
    - 刀身 残欠共 6口
    - 剣身 4口

  - 工具類
    - 鉄斧 3箇
    - 刀子 残欠共 78口

### 宇土市指定文化財
- 史跡
  - 向野田古墳 - 1969年（昭和44年）10月1日指定[3]。

## 関連施設
- 宇土市立図書館 郷土資料室（宇土市浦田町） - 向野田古墳の出土品等を保管・展示。

## 関連文献
（記事執筆に使用していない関連文献）
- 『向野田古墳（宇土市埋蔵文化財調査報告書 第2集）』宇土市教育委員会、1978年。 - リンクは奈良文化財研究所「全国遺跡報告総覧」。